# Tăura Veche
Tăura Veche è un comune della Moldavia situato nel distretto di Sîngerei di 788 abitanti al censimento del 2004

## Località
Il comune è formato dall'insieme delle seguenti località (popolazione 2004):
- Tăura Veche (535 abitanti)
- Tăura Nouă (253 abitanti)